# USS New York (BB-34)
USS New York (BB-34) là một thiết giáp hạm của Hải quân Hoa Kỳ, là chiếc dẫn đầu trong số hai chiếc thuộc lớp New York vốn bao gồm cả chiếc Texas. Nó là chiếc tàu chiến thứ năm của Hải quân Mỹ được đặt cái tên này nhằm tôn vinh tiểu bang New York. Chiếc thiết giáp hạm từng phục vụ trong cả hai cuộc Chiến tranh Thế giới thứ nhất lẫn thứ hai trước khi được cho ngừng hoạt động và sử dụng như một mục tiêu nhằm thử nghiệm bom nguyên tử vào năm 1946, và cuối cùng bị đánh chìm như một mục tiêu thực tập tác xạ vào năm 1948.

## Thiết kế và chế tạo
New York được đặt lườn vào ngày 11 tháng 9 năm 1911 tại xưởng hải quân Brooklyn thuộc thành phố New York. Nó được hạ thủy vào ngày 30 tháng 10 năm 1912, được đỡ đầu bởi Elsie Calder, và được đưa ra hoạt động vào ngày 15 tháng 4 năm 1914 dưới quyền chỉ huy của Thuyền trưởng, Đại tá Hải quân Thomas S. Rodgers.

## Lịch sử hoạt động
Được lệnh hướng về phía Nam sau khi được đưa vào hoạt động, New York trở thành soái hạm của Chuẩn Đô đốc Frank Friday Fletcher, chỉ huy lực lượng phong tỏa và chiếm đóng Veracruz tại México  cho đến khi giải quyết được vụ khủng hoảng trong quan hệ với nước này vào tháng 7 năm 1914. Sau đó New York hướng lên phía Bắc để hoạt động cùng hạm đội dọc theo bờ biển Đại Tây Dương khi chiến tranh nổ ra tại châu Âu.

### Chiến tranh Thế giới thứ nhất
Sau khi Hoa Kỳ chính thức tham gia Chiến tranh Thế giới thứ nhất, dưới quyền chỉ huy của Đại tá Hải quân Edward L. Beach, Sr., New York lên đường như là soái hạm của Hải đội Thiết giáp hạm 9 thuộc quyền Chuẩn Đô đốc Hugh Rodman nhằm tăng cường cho lực lượng của Hạm đội Grand Anh Quốc tại Bắc Hải, đi đến Scapa Flow vào ngày 7 tháng 12 năm 1917. Được biên chế thành Hải đội Thiết giáp hạm 6 Anh Quốc thuộc Hạm đội Grand, các tàu chiến Mỹ đã tham gia các nhiệm vụ phong tỏa và hộ tống các đoàn tàu vận tải; và sự hiện diện của chúng làm nghiêng cán cân lực lượng vượt trội của các cường quốc Hải quân Đồng Minh làm ngăn trở mọi ý định đối đầu hạm đội quy mô lớn của Đức. New York đã hai lần đụng độ với các tàu ngầm U-boat của Đức.
Trong thời gian phục vụ trong Thế Chiến I, New York được thường xuyên viếng thăm bởi các thành viên hoàng gia và đại diện cấp cao của khối Đồng Minh, và nó đã hiện diện ở một trong những giây phút xúc động nhất của cuộc chiến khi Hạm đội Biển khơi Đức Quốc đầu hàng tại Firth of Forth vào ngày 21 tháng 11 năm 1918. Trong một đợt tái trang bị, dàn pháo hạng hai của nó được giảm còn mười sáu khẩu pháo 127 mm (5 inch)/51 caliber. Như một nhiệm vụ cuối cùng tại châu Âu, New York hợp cùng các tàu chiến khác hộ tống Tổng thống Woodrow Wilson sau một cuộc gặp gỡ ngoài biển, trên đường đi đến Brest tham dự Hội nghị hòa bình Versailles.

### Những năm giữa hai cuộc thế chiến
Quay trở lại nhịp điệu huấn luyện, tập trận và bảo trì như thường lệ, New York tiến hành huấn luyện tại khu vực Caribbe vào mùa Xuân năm 1919, rồi đến mùa Hè năm đó được điều động gia nhập Hạm đội Thái Bình Dương tại San Diego, cảng nhà mới của nó trong 16 năm tiếp theo. Nó thực hành huấn luyện và tập trận ngoài khơi Hawaii và bờ Tây Hoa Kỳ, thỉnh thoảng quay lại khu vực Đại Tây Dương và Caribbe cho những nhiệm vụ ngắn hạn hoặc để đại tu. Đến năm 1937, dàn hỏa lực phòng không của nó bao gồm tám khẩu pháo 127 mm (5 inch)/50 caliber và tám khẩu pháo 28 mm (1,1 inch)/75 caliber. Cũng vào năm 1937, New York đưa Đô đốc Hugh Rodman, đại diện cho cá nhân Tổng thống Franklin D. Roosevelt, đi tham dự lễ Đăng quang của Vua George VI nước Anh. New York đã tham gia buổi Duyệt binh Hạm đội Hoàng gia nhân lễ Đăng quang vào ngày 20 tháng 5 năm 1937 như là đại diện duy nhất của Hải quân Hoa Kỳ. Đến tháng 2 năm 1938, New York được trang bị hệ thống radar XAF, bao gồm bộ chuyển mạch thu phát đầu tiên của Hoa Kỳ nhằm một ăn-ten duy nhất có thể cùng lúc gửi và nhận tín hiệu.
Hầu hết thời gian của ba năm tiếp theo sau, New York huấn luyện các học viên mới của Học viện Hải quân Hoa Kỳ cùng các sĩ quan tiềm năng khác trong những chuyến đi đến châu Âu, Canada và vùng biển Caribbean, và vào giữa năm 1941 nó tham gia nhiệm vụ Tuần tra Trung lập. Nó hộ tống các tàu chở quân đến Iceland vào tháng 7 năm 1941, rồi phục vụ như trạm trung chuyển tại Căn cứ Hải quân Argentia ở Newfoundland, bảo vệ căn cứ mới của Mỹ tại đây.

### Chiến tranh Thế giới thứ hai
Cùng với việc Hoa Kỳ can dự vào Chiến tranh Thế giới thứ hai, New York bảo vệ các đoàn tàu vận tải tại Đại Tây Dương trên đường đến Iceland và Scotland, khi mà mối đe dọa của các tàu ngầm U-boat nặng nề nhất, nhiều lần nó đã chạm trán với tàu ngầm, nhưng mọi con tàu vận tải đều được đưa về cảng an toàn. Đến năm 1942, dàn pháo hạng hai được giảm còn sáu khẩu pháo 127 mm (5 inch) trong khi hỏa lực phòng không được tăng lên mười khẩu 76 mm (3 inch), 24 khẩu Bofors 40 mm và 42 khẩu Oerlikon 20 mm.
New York đưa các khẩu pháo hạng nặng của nó tham gia các chiến dịch đổ bộ tại Bắc Phi, cung ứng việc hỗ trợ hỏa lực cần thiết tại Safi Maroc vào ngày 8 tháng 11 năm 1942. Sau đó nó còn hiện diện tại Casablanca và Fedhala trước khi quay trở về nhà hộ tống các đoàn tàu vận tải chuyển binh lính và tiếp liệu đến Bắc Phi. Sau đó nó đảm trách công việc huấn luyện quan trọng cho các pháo thủ trên các thiết giáp hạm và tàu khu trục hộ tống trong vịnh Chesapeake cho đến ngày 10 tháng 6 năm 1944, khi nó bắt đầu thực hiện chuyến đầu tiên trong ba chuyến đi huấn luyện dành cho học viên mới của Học viện Hải quân đến Trinidad. 

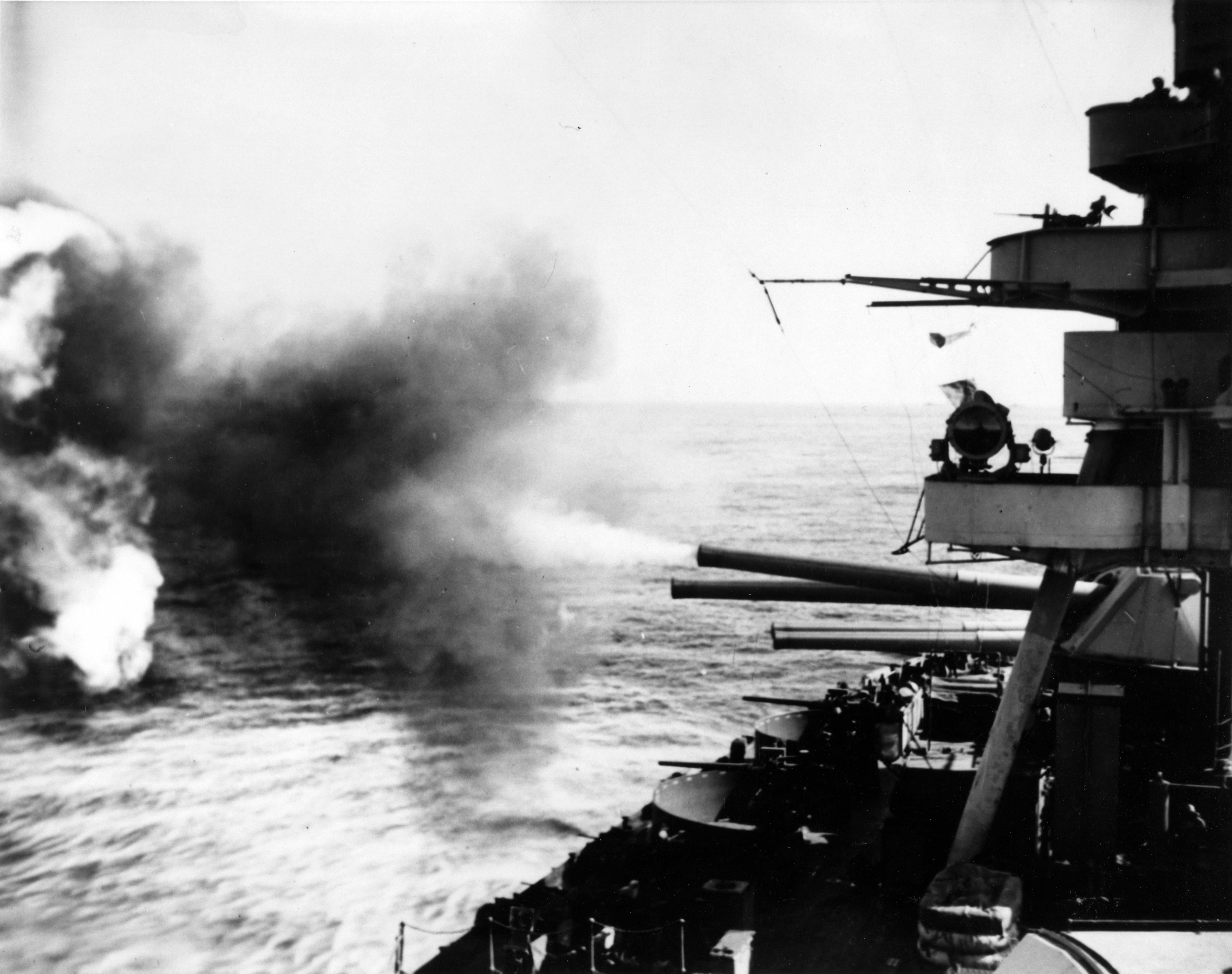
USS New York đang nả pháo hạng nặng 355 mm (14 inch) xuống Iwo Jima, ngày 16 tháng 2 năm 1945

New York khởi hành vào ngày 21 tháng 11 năm 1944 hướng sang bờ Tây, đi đến San Pedro, California vào ngày 6 tháng 12 tiến hànhhuấn luyện tác xạ chuẩn bị cho các chiến dịch đổ bộ sắp tới. Nó rời San Pedro ngày 12 tháng 1 năm 1945, ghé qua Trân Châu Cảng, rồi bị buộc phải chuyển hướng đến Eniwetok để khảo sát những hư hỏng xảy ra cho những chân vịt của nó. Cho dù tốc độ của con tàu bị ảnh hưởng, chiếc thiết giáp hạm vẫn tham gia buổi tổng dợt tại Saipan của lực lượng sẽ tấn công lên Iwo Jima. Nó khởi hành trước lực lượng chủ lực để tham gia bắn pháo chuẩn bị lên Iwo Jima vào ngày 16 tháng 2. Trong ba ngày tiếp theo sau, nó đã bắn ra nhiều đạn pháo hơn bất kỳ tàu chiến nào hiện diện tại đó; và đã chứng tỏ khả năng của một tàu chiến cũ khi bắn trúng đích bằng đạn pháo 356 mm (14 inch) một kho đạn đối phương.
Rời Iwo Jima, cuối cùng New York cũng sửa chữa các chân vịt của nó tại đảo Manus, và sau khi phục hồi được tốc độ tối đa nhằm chuẩn bị cho cuộc tấn công lên Okinawa, khi nó đến nơi vào ngày 27 tháng 3 để bắt đầu 76 ngày hoạt động liên tục. Nó tham gia bắn pháo chuẩn bị cũng như nghi binh phân tán, hỗ trợ cho cuộc đổ bộ, rồi nả pháo hỗ trợ gần theo yêu cầu cả ngày lẫn đêm cho lực lượng trên bờ. New York không thể hoàn toàn được an toàn, khi một máy bay tấn công cảm tử kamikaze đã sượt qua nó vào ngày 14 tháng 4, phá hỏng chiếc thủy phi cơ trinh sát đang đặt trên máy phóng. Nó rời Okinawa vào ngày 11 tháng 6 đi Trân Châu Cảng để bảo trì xẻ rãnh nòng pháo và cũng để chuẩn bị cho Chiến dịch Downfall, cuộc tấn công đổ bộ cuối cùng lên chính quốc Nhật Bản.

### Sau chiến tranh
Sau khi chiến tranh kết thúc, New York thực hiện một chuyến đi đến bờ Tây nhằm hồi hương các cựu chiến binh và đưa đến lực lượng thay thế. Nó khởi hành từ Trân Châu Cảng vào ngày 29 tháng 9 cùng với hành khách hướng về New York, đến nơi vào ngày 19 tháng 10. Tại đây, nó được chuẩn bị để phục vụ như một mục tiêu trong Chiến dịch Crossroads, cuộc thử nghiệm bom nguyên tử trên đảo san hô Bikini; và lên đường vào ngày 4 tháng 3 năm 1946 hướng sang Thái Bình Dương. Nó rời San Francisco vào ngày 1 tháng 5, và sau khi ghé qua Trân Châu Cảng và Kwajalein, đi đến Bikini vào ngày 15 tháng 6. Sống sót sau khi trải qua cả hai vụ nổ trên không vào ngày 1 tháng 7 lẫn vụ nổ dưới nước vào ngày 25 tháng 7, New York được đưa đến Kwajalein và được cho ngừng hoạt động tại đây vào ngày 29 tháng 8 năm 1946. Được kéo về Trân Châu Cảng, con tàu được nghiên cứu sự nhiễm xạ trong vòng hai năm; và đến ngày 8 tháng 7 năm 1948 nó được kéo ra biển cách khoảng 64 km (40 dặm) và được đánh chìm tại đây trong một cuộc tập trận, sau tám giờ chịu đựng các kiểu vũ khí mới của tàu chiến và máy bay.

## Phần thưởng
New York được tặng thưởng ba Ngôi sao Chiến đấu do thành tích phục vụ trong Chiến tranh Thế giới thứ hai.